# Todtsburger Höhle
Die Todtsburger Höhle (auch Todsburger Höhle) ist eine Höhle am Rande der Schwäbischen Alb auf der Gemarkung Mühlhausen im Täle.

## Geschichte
1895 wurde die Höhle als Schauhöhle erschlossen. Heute ist die ehemalige Schauhöhle verschlossen. Außerhalb der Fledermausschutzzeit kann der Schlüssel auschließlich beim Rathaus der Gemeindeverwaltung Mühlhausen im Täle  ausgeliehen werden.
Die Tropfsteine und die sehenswerten bis zu einem Meter hohen Sinterbecken wurden von Besuchern beschädigt. Bis auf 110 Meter Länge ist die Höhle in Schutzkleidung gefahrlos begehbar. Die 1961 gefundene Fortsetzung ist nur durch einen engen Schluf am Ende der Höhle zu erreichen.